# Пандиков, Геннадий Александрович
Генна́дий Алекса́ндрович Па́ндиков (11 мая 1899, Усола, Козьмодемьянский уезд, Казанская губерния, Российская империя ― 10 июля 1961, Омск, РСФСР, СССР) ― советский деятель здравоохранения, врач-терапевт, врач-инфекционист, доктор медицинских наук (1957), профессор. Директор Башкирского медицинского института (1940―1947), проректор по научной части Омского медицинского института (1958―1959), член правления Всесоюзного общества терапевтов. Исследователь проблемы бруцеллёза в 1930―1950-е годы в СССР. Заслуженный врач РСФСР (1949), кавалер ордена Ленина. Участник Гражданской войны в России (1919―1921). Член РКП(б) с 1920 года.

## Биография
Родился 11 мая 1899 года в с. Усола Козьмодемьянского уезда Казанской губернии в семье священника и сельской учительницы.
В 1910 году окончил начальную школу в с. Владимирское Козьмодемьянского уезда, в 1918 году ― Козьмодемьянскую городскую гимназию с отличием. В старших классах гимназии и после её окончания занимался репетиторством, а в 1919 году поступил на службу секретарём народного суда.
В 1919―1921 годах ― участник Гражданской войны на стороне «красных». Прошёл путь от рядового солдата до помощника начальника штаба 8-й отдельной Западной Строительной бригады Западных войск Сибирского военного округа в Омске. В 1920 году вступил в РКП(б).
В 1925 году окончил лечебный факультет Омского медицинского института. В студенчестве работал делопроизводителем, управделами, препаратором кафедры нормальной анатомии, ответственным секретарём по делам студентов. По окончании института был зачислен в клиническую ординатуру кафедры госпитальной терапии под руководством профессора А. П. Корхова, по её окончании с 1928 года ― ассистент, с 1933 года ― доцент кафедры пропедевтической терапии, в 1934―1940 годах ― заведующий кафедрой факультетской и госпитальной терапии и одновременно в 1932―1936 годах  ― заместитель директора по научной и учебной части этого института.
С 1940 года ― в Башкирском медицинском институте: заведующий кафедрой факультетской терапии, одновременно в 1940―1947 годах ― директор.
С 1951 года ― заведующий кафедрой факультетской и госпитальной терапии санитарно-гигиенического факультета, в 1958―1959 годах ― проректор по научной части, в 1960―1961 годах ― заведующий кафедрой факультетской терапии лечебно-профилактического факультета Омского медицинского института. В 1956 году защитил докторскую диссертацию в Первом Московском ордена Ленина медицинском институте имени И. М. Сеченова, доктор медицинских наук (1957), профессор.
Является автором свыше 40 научных работ. Под его руководством выполнены 1 докторская и 5 кандидатских диссертаций. Был широко известен как исследователь бруцеллёза (монографии «Бруцеллёз в Западной Сибири» (1933), «О терапии бруцеллёза» (1939), докторская диссертация на тему: «Бруцеллёз. Клиника и лечение» (1957)). Является автором работ по проблемам внутренних болезней и военного травматизма. Работы врача Г. А. Пандикова вошли в историю медицины и цитируются в монографиях и руководствах крупных отечественных учёных (А. Ф. Билибин, П. Ф. Здродовский, А. Л. Мясников, Г. П. Руднев). Особенности клинического проявления и течения бруцеллёза, разработанные им, приводятся в Большой медицинской энциклопедии (1958).
Избирался депутатом Омского городского совета, заместителем председателя Комиссии по здравоохранению. Являлся членом правления Всесоюзного общества терапевтов и председателем Омского филиала Всесоюзного терапевтического общества.
За большие заслуги в области здравоохранения, научной и педагогической деятельности в 1949 году ему было присвоено почётное звание «Заслуженный врач РСФСР». Награждён орденами Ленина, «Знак Почёта», нагрудным знаком «Отличнику здравоохранения» (дважды), медалями и почётными грамотами.
Скончался 10 июля 1961 года в Омске. Похоронен на Старо-Северном кладбище г. Омска (1 аллея). 

## Признание заслуг
- Заслуженный врач РСФСР (1949)[2]
- Нагрудный знак «Отличнику здравоохранения» (1939)[4][7]
- Орден Ленина[7]
- Орден «Знак Почёта» (1943)[2]
- Почетная грамота Президиума Верховного Совета Башкирской АССР[4][7]